# Matam
Matam és una ciutat del nord-est del Senegal, a la riba del riu Senegal. És la capital de la regió de Matam, i del departament de Matam (el més gran dels tres que formen la regió). El 2007 tenia una població estimada de 17.324 persones
A Matam hi ha mines de fosfats. Hi ha dipòsits propers a Bofal al sud de Mauritània. Però l'activitat principal és l'agricultura. Els habitants són principalment peuls o halpoulaars.
Matam fou fundada per Farba Boubou Samba Gaye, vers 1512. El 1858 Louis Faidherbe hi va fundar un fort. El 1918 s'hi va crear una escola francesa. La vila fou erigida en comuna el 1952.